# 同心出版社
同心出版社，是一家中华人民共和国出版社，总部位于北京市。

## 特点
1992年8月17日，经新闻总署批准，同心出版社成立，其出书范围主要出版政治、经济、思想教育和时事宣传方面。2000年，随着北京日报报业集团成立，同心出版社归为其旗下企业，由中共北京市委宣传部主管。